# Stachys terekensis
Stachys terekensis là một loài thực vật có hoa trong họ Hoa môi. Loài này được Knorring miêu tả khoa học đầu tiên năm 1953.